# 홍익회
홍익회(弘益會)는 철도 공상자의 지원을 위한 재단법인이다. 코레일유통이 분사되기 전 역사내 매점 등도 운영하였다. 현재는 홍익스토어를 운영하고 있다.
강생회 시절부터 홍익회는 차내 식품 판매를 독점으로 맡았다. 처음에는 대바구니에 삶은 달걀, 귤 따위를 넣고 판매하였으며, 1969년부터는 손수레를 끌고 다니며 영업하였다. 1950년대에는 도시락과 담배, 1960년대에는 오징어, 땅콩, 소주, 삶은 달걀, 1970년대에는 호두과자, 1980년대에는 카스텔라, 오징어, 캔맥주, 1990년대에는 믹스커피와 바나나맛 우유가 인기 있었다.

## 연혁
- 1936년 7월: 재단법인 철도강생회(鐵道康生會) 설립, 열차 내 식음료 판매 및 역내 매장 운영 사업 개시
- 1967년 7월 1일: 재단법인 홍익회로 개칭
- 2004년 12월 2일: (주)한국철도유통으로 분사